# Untergiesing-Harlaching

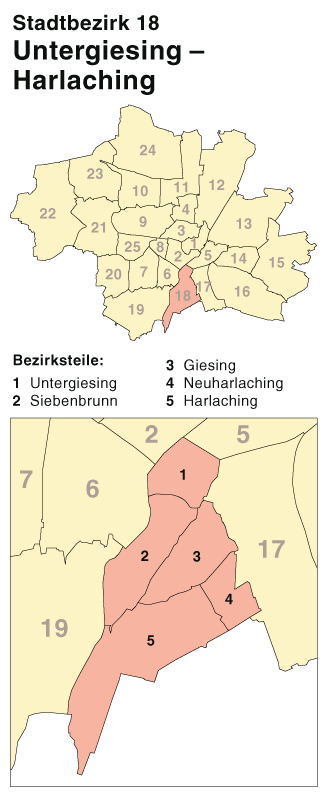
Các khu vực trong quận

Untergiesing-Harlaching là quận 18 của München, thủ phủ bang Bayern.
Các ranh giới xã hội, đã từng được vạch ra rõ ràng với tầng lớp trung lưu ở Alt-Harlaching, Neuharlaching với các tầng lớp xã hội trung bình và dưới và Untergiesing một khu vực công nhân cổ điển, đang ngày càng mờ nhạt dần đi. Nhìn chung, quận có đômg dân lao động có trình độ cao. Độ tuổi của dân cư cho thấy sự lão hóa sắp xảy ra.

## Vị trí

### Untergiesing
Khu vực Untergiesing có ranh giới ở phía tây bắc của bờ phía đông của Isar với quận Au-Haidhausen dọc theo Humboldtstrasse. Biên giới với quận Obergiesing-Fasangarten ở phía đông bắc và đông nằm dọc theo Giesinger Berg và Martin-Luther-Straße, sau đó ở phía Đông Nam dọc theo Tegernseer Landstrasse đến St. Quirin-Platz. Ở đó, biên giới quận lại nằm dọc theo Soyyfstrasse và sau đó trở lại Tegernseer Landstrasse tại Mangfallplatz thông qua Peter-Auzinger-Straße. Khi Tegernseer Landstrasse chuyển sang A 995, biên giới tiếp tục, về phía Tây Nam, nằm dọc theo rìa phía bắc của Rừng Perlach. Đường Eichthalstraße là ranh giới giữa Untergiesing và Harlaching.

### Harlaching
Khu vực Harlaching nằm ở phía đông nam München, phần trên cao của bờ phải của Isar, đó cũng là ranh giới ở phía tây. Về phía nam, nó là phần cuối của thành phố có ranh giới với xã Grünwald. Ở phía đông nam, biên giới thành phố chạy dọc theo bìa rừng giữa München, Grünwald, Unterhaching và Deisenhofen, rừng Perlach không thuộc xã nào. Harlaching có biên giới ở Đông Bắc và Bắc với Untergiesing. Quận 18 cũng bao gồm các cơ sở phía đông của sông Isar và Flaucher nằm dưới dốc đồi, có biên giới ở đó với Thalkirchen, đặc biệt là kể từ khi thiên nhiên hóa lại sông Isar trong phần này cùng với Sở thú Hellabrunn, là một khu vực giải trí và nghỉ dưỡng quan trọng của thành phố.